# Benedictia
Benedictia – rodzaj ślimaków w endemicznej dla jeziora Bajkał podrodzinie Benedictiinae w obrębie rodziny Lithoglyphidae.

## Systematyka
Rodzaj ten wprowadził w 1875 roku polski biolog Władysław Dybowski dla nowo opisanego przez siebie gatunku – Benedictia fragilis – oraz dwóch gatunków opisanych wcześniej przez innych autorów.
Etymologia nazwy
Nazwę rodzaju autor utworzył od imienia swego brata – wybitnego polskiego przyrodnika i badacza Syberii, odkrywcy endemicznej fauny Bajkału – Benedykta Dybowskiego.

## Występowanie
Przedstawiciele występują w całym jeziorze Bajkał, zarówno w części północnej jak i południowej, od płycizn (5–10 m) aż do dużych głębokości (1200 m) – głównie jednak na głębokości 20–30 m, na różnych typach podłoża (ilastym, piaszczystym, na kamieniach i dnie skalistym).

## Opis
Obejmuje gatunki zróżnicowane pod względem wymiarów ciała: wysokość muszli Benedictia nana nie przekracza 3,5 mm, podczas gdy u Benedictia fragilis dochodzi do 60 mm. Posiadają wieczko rogowe o spiralnej budowie. W żołądkach występuje pręcik krystaliczny. Dieta zróżnicowana, mieszana, obejmuje detrytus, padlinę, peryfiton. Niektóre gatunki podejrzewane są o drapieżnictwo.
Jajorodne, często składają jaj na swoich własnych muszlach lub muszlach innych mięczaków. Rozwój prosty, ilość jaj w złożu jajowym do 130–200.
Haploidalny garnitur chromosomów: n=17.

## Lista gatunków
Rodzaj Benedictia obejmuje 11 występujących współcześnie gatunków:
- Benedictia baicalensis (Gerstfeldt, 1859)[6]
- Benedictia distinguenda Lindholm, 1924[6]
- Benedictia fragilis W. Dybowski, 1875 – gatunek typowy[6]
- Benedictia kotyensis Matiokin, Dzuban & Sitnikova, 1988[6][13]
- Benedictia limnaeoides (Schrenck, 1867)[6]
- Benedictia maxima (W. Dybowski, 1875)[6][3]
- Benedictia michnoi (Lindholm, 1929)
- Benedictia nana Beckman & Starobogatov, 1975[6]
- Benedictia pulchella Sitnikova, 1987[6]
- Benedictia pumyla (Lindholm, 1924)[6]
- Benedictia shadini Beckman & Starobogatov, 1975[6]

Opisano także gatunki kopalne z innych niż jezioro Bajkał lokalizacji:
- Benedictia amnicolidea W. Yü, 1977 † – prowincja Jiangsu (wschodnie Chiny)
- Benedictia pyramidata Martinson, 1957 † – Mongolia
- Benedictia transaltaica Martinson, 1982 † – Mongolia